# Carnein-Gletscher
Der Carnein-Gletscher ist ein Gletscher im ostantarktischen Viktorialand. Er fließt vom südöstlichen Winkel der Eisenhower Range nach Süden entlang der Westflanke des Gebirgskamms McCarthy Ridge, bis er unweit der Nansen-Eistafel in den unteren Abschnitt des Reeves-Gletschers mündet.
Der United States Geological Survey kartierte ihn anhand eigener Vermessungen und mithilfe von Luftaufnahmen der United States Navy zwischen 1955 und 1963. Das Advisory Committee on Antarctic Names benannte ihn 1968 nach Carl R. Carnein (* 1943), Glaziologe auf der McMurdo-Station zwischen 1965 und 1966.